# Bahnwärter Thiel

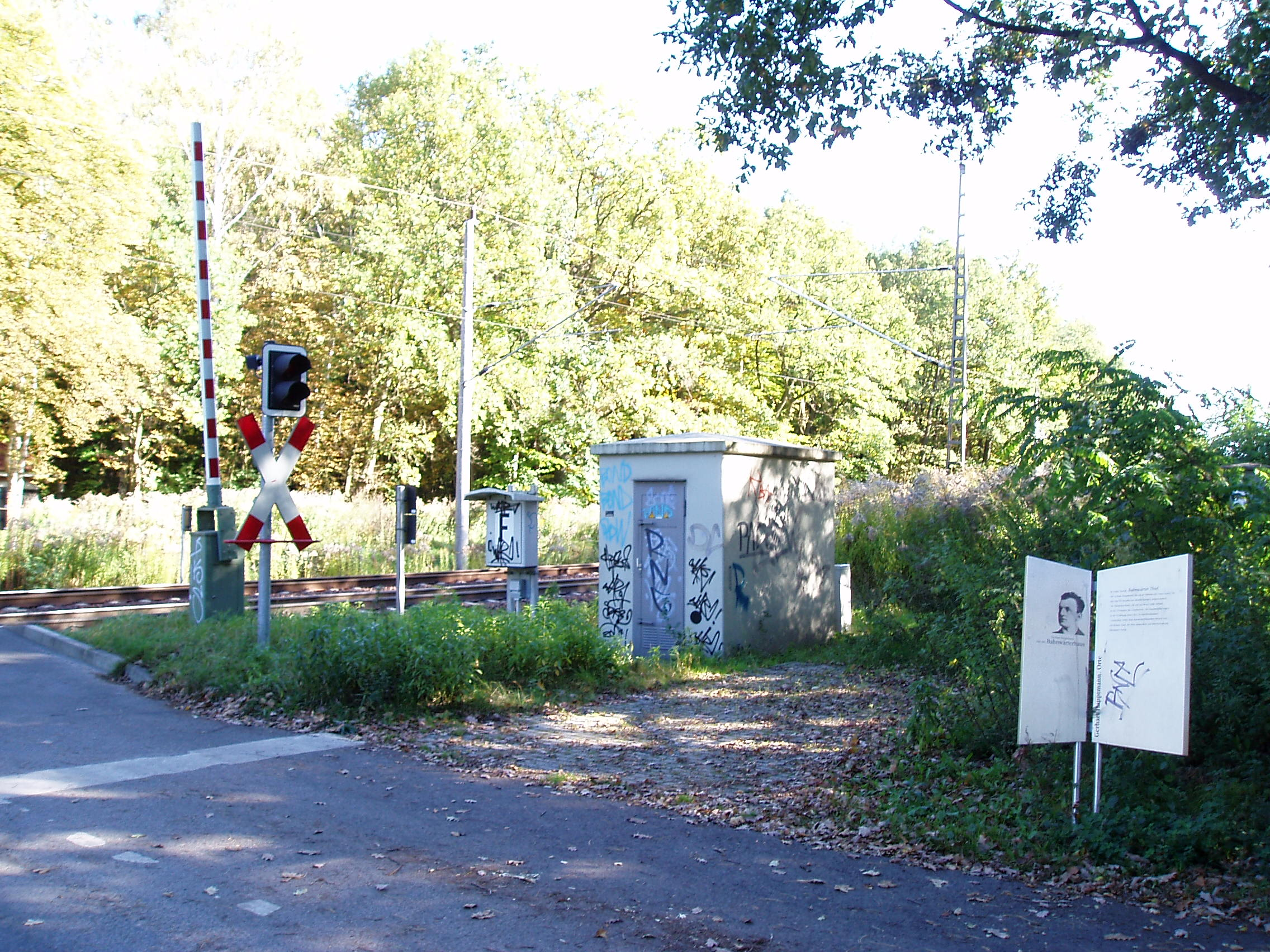
Bahnübergang bei Erkner. Hier stand das Bahnwärterhaus, das Gerhart Hauptmann zu seiner Novelle inspirierte.

Bahnwärter Thiel ist eine novellistische Studie von Gerhart Hauptmann. Die im Jahr 1887 entstandene Erzählung erschien im Jahr 1888. Sie zählt zu den bedeutendsten Werken des Naturalismus. Hauptmann arbeitet mit seiner Hauptfigur Thiel „die Hilflosigkeit gegenüber der sozialen Ständegesellschaft heraus und die Bedrohung durch die Industrialisierung“.
Der Stoff geht auf einen Unglücksfall an der Bahnstrecke von Erkner nach Fürstenwalde zurück und beruht auf Erfahrungen des Dichters während seines Lebens am Rande von Berlin.

## Inhalt
Ort der Handlung ist die Umgebung von Schönschornstein bei Erkner. Bereits im ersten Satz wird die Kirche von Neu Zittau erwähnt.
Bahnwärter Thiel ist ein frommer und gewissenhafter Mann, der seit zehn Jahren zuverlässig seinen Dienst erfüllt und jeden Sonntag die Kirche besucht. Ein Jahr nach dem Tod seiner zierlichen Frau Minna im Wochenbett heiratet er eine stämmige Magd namens Lene, damit er jemanden hat, der sein Kind während seiner Arbeitszeit betreut. Zusammen bekommen sie ein zweites Kind, Lene misshandelt Thiels ersten Sohn Tobias nach dessen Geburt zunehmend und vernachlässigt diesen. Thiel, den eine tiefe Zuneigung an seine verstorbene Frau Minna bindet, wird mehr und mehr von seiner zweiten Frau, die das neue Oberhaupt der Familie ist, vereinnahmt. Thiel nimmt zwar wahr, dass Lene Tobias misshandelt, unternimmt jedoch nichts, um diesen vor seiner zweiten Frau, von der er inzwischen total abhängig ist, zu schützen. Gleichzeitig verbringt er viel Zeit mit Tobias, kümmert sich liebevoll um ihn und versucht, ihm ein guter, fürsorglicher Vater zu sein.
Die angespannte Situation verändert Thiel jedoch und macht aus ihm einen verstörten Mann, der sich immer häufiger in Visionen flüchtet, in denen seine verstorbene Frau die Hauptrolle spielt. Gequält wird Thiel zudem von Gewissensbissen, da er es zulässt, dass Lene Tobias misshandelt, obwohl er Minna versprochen hatte, alles für ihr Kind zu tun.
In seinem einsamen Wärterhäuschen im Wald an der Bahnstrecke Berlin–Frankfurt (Oder) verliert er sich zunehmend in nächtliche Anbetungen an seine Minna, was allmählich krankhafte Züge annimmt. In einer dieser Visionen erscheint ihm ein Bild seiner toten Frau, die sich über den Bahndamm wandelnd von ihm abwendet und etwas in Tücher Gewickeltes mit sich trägt. Seine Seele ist voller Scham über die erniedrigende Duldung seines jetzigen Lebens. Nach Dienstende kann er es kaum erwarten, nach Hause zu kommen, doch scheinbar sind die quälenden Bilder beim Anblick seines rotwangigen Sohnes wieder verschwunden.
Die Situation spitzt sich zu, als der Kartoffelacker der Familie gekündigt wird, welcher die Familie bis anhin teilweise ernährte. Um Lene zu besänftigen, erzählt er ihr, dass ihm beim Bahnwärterhäuschen ein Stück Acker überlassen worden sei. Lene beschließt, den Acker beim nächsten Tagdienst Thiels umzugraben und dort Kartoffeln zu pflanzen. Das Eindringen seiner zweiten Frau in einen Bereich, der mit seinem Beruf zu tun hat, und ihm bisher allein gehörte, ist Thiel gar nicht recht. Da sich sein Sohn Tobias jedoch über den bevorstehenden Ausflug zum Arbeitsplatz des Vaters freut, erhebt Thiel keinen Einspruch gegenüber den Plänen seiner Frau, die schließlich ihren Willen durchsetzt. Zusammen zieht die Familie los. Zunächst tritt Thiel einen Spaziergang mit seinem Sohn an, obwohl Lene dagegen ist, da jemand auf das zweite Kind aufpassen muss. Tobias kommt aus dem Staunen nicht mehr heraus und ist verblüfft über die Arbeit seines Vaters. In ihm erwachen Träume, später Bahnmeister zu werden. Am Nachmittag tritt Thiel seinen Dienst an, während Lene die Kartoffeln setzt. Auf seine Mahnung, Tobias zu beaufsichtigen, zuckt sie nur mit den Schultern.
Ein Schnellzug ist gemeldet, braust heran, gibt aber plötzlich Notsignale und bremst. Thiel ist bestürzt und rennt zur Unglücksstelle. Der von Lene an den Gleisen allein gelassene Tobias wurde vom Zug erfasst. Zwar noch atmend, aber mit gebrochenen Gliedern wird der Junge auf eine Trage gelegt und zur nächsten Station gebracht. Wie betäubt geht Thiel zurück an seine Arbeit. Er hat wieder Visionen, stolpert die Gleise entlang und redet mit seiner verstorbenen Frau, der er verspricht, sich an Lene zu rächen. Schreiend meldet sich der zurückgebliebene Säugling. Thiel beginnt ihn in rasender Wut zu würgen, aber die Signalglocke reißt ihn aus seinem Wahnsinn. Ein Zug, der Arbeiter transportiert, bringt den toten Tobias zurück, ihm folgt die verweinte und plötzlich alles bereuende Lene. Thiel bricht bewusstlos zusammen, wird von zwei Arbeitern nach Hause getragen und in sein Bett gelegt. Lene sorgt sich erstmals aufopferungsvoll um ihren Gatten. Beunruhigt, aber erschöpft, schläft auch sie ein. Einige Stunden später bringen die Arbeiter Tobias’ Leichnam von der Unfallstelle nach Hause. Sie entdecken die Frau erschlagen und den Säugling mit durchschnittener Kehle. Thiel hat beide ermordet. Der Bahnwärter wird später an der Stelle auf den Gleisen sitzend aufgefunden, wo sein Sohn überfahren worden ist. In den Händen hält er dessen Mütze. Nach vergeblichem Zureden müssen mehrere Männer Thiel, der die ganze Zeit über die Mütze seines verstorbenen Sohnes streichelt, gewaltsam von den Gleisen entfernen. Er wird zunächst in ein Untersuchungsgefängnis nach Berlin und noch am selben Tag schließlich in die Irrenabteilung der Charité eingeliefert. Bei sich trägt er die Mütze seines verstorbenen Sohnes, die dieser am Unfallort verloren hatte, und hütet sie wie seinen Augapfel.

## Protagonisten

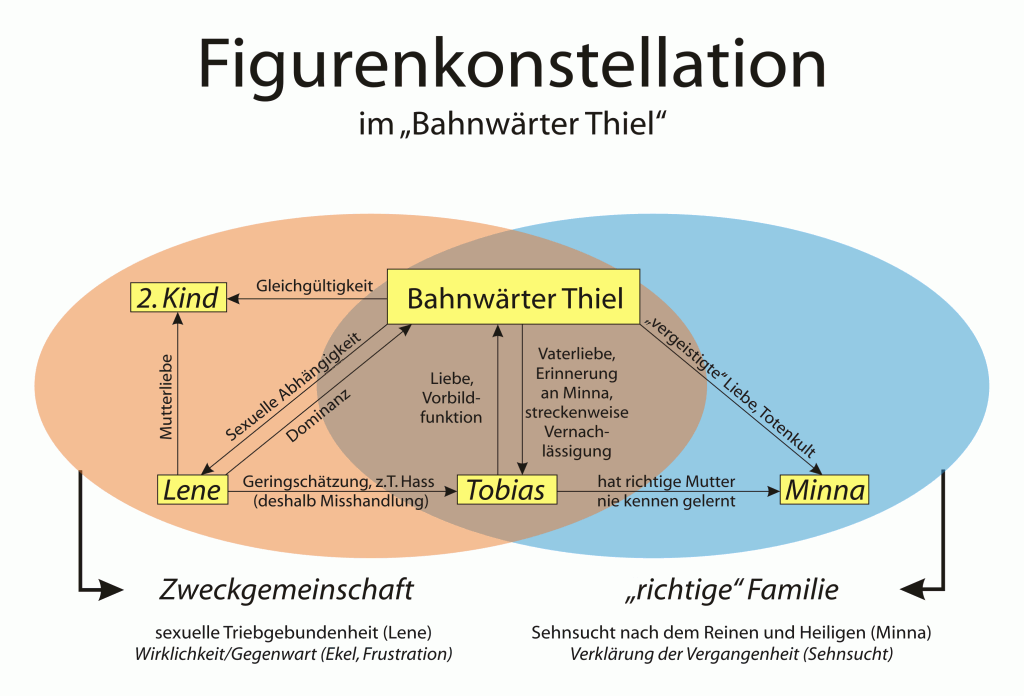
Figurenkonstellation

### Bahnwärter Thiel
Thiels robustes Erscheinungsbild („herkulische Gestalt“) steht in Kontrast zu seinem empfindsamen Inneren, wofür beispielhaft seine vergeistigte Liebe zu seiner ersten Frau Minna angeführt werden kann, von deren Tod er entgegen der Ansicht der Nachbarn tief getroffen ist. So gedenkt Thiel parallel zu der realen und alltäglichen Beziehung zu seiner zweiten Frau Lene der verstorbenen Minna mit kultähnlichen Handlungsweisen in seinem Wärterhäuschen am Bahndamm, das ihm „zur Kapelle“ wird: „Eine verblichene Photographie der Verstorbenen vor sich auf dem Tisch, Gesangbuch und Bibel aufgeschlagen, las und sang er abwechselnd […] und geriet dabei in eine Ekstase, die sich zu Gesichtern steigerte, in denen er die Tote leibhaftig vor sich sah.“ Seinem Sohn Tobias fühlt Thiel sich ebenso in großer Liebe verbunden. Das Kind stellt zudem das Bindeglied zu seiner verstorbenen Frau Minna dar. Dass er Tobias trotzdem nicht vor Lenes gewalttätigen Übergriffen zu schützen vermag, belastet Thiel sehr. Auch zu den anderen Kindern der Siedlung hat Thiel ein inniges Verhältnis, die ihn „Vater Thiel“ nennen. 
Ganz anders gestaltet sich Thiels Verhältnis zu seiner zweiten Frau Lene. Mit ihr ist er in erster Linie aus finanziellen Erwägungen zusammen und da er jemanden braucht, der sich um Tobias kümmert. Diese Zweckgemeinschaft beschränkt sich außerdem weitgehend auf die sexuelle Ebene. Während seiner Ehe mit Minna ging Thiel nur widerwillig zur Arbeit, nach der Heirat mit Lene zieht er sich gerne in sein Wärterhäuschen zurück, um keine Zeit mit ihr verbringen zu müssen. Das Wärterhäuschen ist sein persönlicher Rückzugsort, hier gibt er sich der Erinnerung und „vergeistigten Liebe“ zu Minna hin. Er fürchtet, dass Lene diese fast heilige Sphäre infiltrieren könnte. Thiels Lage ist um so schwieriger, als er psychisch abhängig von seinen Traumbildern der verstorbenen Minna und physisch und sexuell abhängig von Lene ist, auf deren Betreuung der Kinder er angewiesen ist.
Thiel, der durch seine Passivität nicht in der Lage ist, sein Schicksal selbst in die Hand zu nehmen und eine Änderung herbeizuführen, mit der alle gut leben können, steuert von Anfang an darauf zu, Lene und deren Kind, das ja auch seins ist, etwas anzutun. Je weiter die Handlung der Erzählung voranschreitet, desto mehr entrückt Thiel der Realität, seine Visionen nehmen zu, eine Neigung zum Wahnsinn (Progression einer psychischen Krankheit) lässt sich erkennen. Seinen Wahnvorstellungen ist Thiel oft „bewusstlos“ ausgeliefert, es gelingt ihm am Ende nicht mehr, ihrer Herr zu werden: „Er suchte Ordnung in seine Gedanken zu bringen, vergebens! Es war ein haltloses Streifen und Schweifen. Er ertappte sich auf den unsinnigsten Vorstellungen und schauderte zusammen im Bewusstsein seiner Machtlosigkeit.“ Thiels soziale Determiniertheit steht stellvertretend für die Menschen seiner Zeit und sozialen Schicht; sie ist das Produkt von Milieu und Vererbung. Auch ist Thiel ein klassischer Antiheld, kein souverän Handelnder, sondern wird von äußeren Umständen (Minnas Tod, gesellschaftlicher Zwang zur erneuten Heirat, Notwendigkeit der Verbindung zu Lene, um Tobias versorgen zu können) beeinflusst und gelenkt → Bezug zur Sozialen Frage im Deutschland des 19. Jahrhunderts. Thiel ist Gefangener seiner begrenzten Ordnung und abhängig von seinem Beruf.

### Minna
Bei Minna handelt es sich um Thiels erste Frau, die nach zwei Jahren Ehe kurz nach der Geburt von Tobias verstorben ist. Ihr Äußeres stand ganz im Gegensatz zur kräftigen Statur ihres Mannes. Sie war feingliedrig, von blasser Hautfarbe und wirkte immer etwas kränklich. Obwohl sie nicht mehr da ist, bestimmt sie die Gedanken und Träume Thiels und steht ihm damit emotional näher, als seine zweite Frau Lene das jemals könnte. Der Bahnwärter fühlt sich mit Minna, die er zunehmend idealisiert, stark verbunden und pflegt diese geistige und beinahe religiöse Liebe, die ganz im Gegensatz zum körperlichen Begehren steht, das Lene bei ihm auslöst.
Die Namensgebung Minna steht vermutlich in Verbindung mit dem mittelhochdeutschen Wort Minne (Liebe).

### Lene
Thiels zweite Frau Lene, eine frühere Kuhmagd aus Alte-Grund, sollte in erster Linie eine Ersatzmutter für Tobias sein. Physisch ist sie das pure Gegenteil der zierlichen Minna, von fülliger Figur und grob wirkend. In Bezug auf die Statur passt sie zu Thiel, der ebenfalls von untersetzter kräftiger Statur ist und sehr robust wirkt. Sie ist eine „unverwüstliche Arbeiterin“ und „musterhafte Wirtschafterin“ und somit eine typische Vertreterin der unteren Schicht des Proletariats. Lene wird jedoch im Gegensatz zu dem sanftmütigen Thiel als herrschsüchtig, primitiv, klatschsüchtig, zänkisch, tyrannisch und später als brutal, auch körperlich gewalttätig, beschrieben. In sprachlichen Bildern wird sie mit einer Maschine oder der Eisenbahn verglichen (siehe unten).
Sie kann den kleinen Tobias von Anfang an nicht leiden. Eine Abneigung, die sich noch verstärkt, als Lene selbst einen Sohn von Thiel bekommt, dessen Name nicht genannt wird. Sie zieht ihr eigenes Kind in allem Tobias vor und schreckt auch nicht davor zurück, Tobias verbal und körperlich zu misshandeln. Möglich ist das, da sie in der Beziehung zu Thiel die Dominierende ist. Thiel wagt es nicht, Lene davon abzuhalten, seinen erstgeborenen Sohn zu misshandeln. Von anderen Einwohnern des kleinen Dorfes wird sie abwertend „das Mensch“ (verächtlich für Frau) oder „das Tier“ genannt. Letztendlich kommt sie ihrer Aufsichtspflicht gegenüber Tobias nicht ausreichend nach, was dazu führt, dass Tobias auf die Bahngleise läuft und vom Zug erfasst wird.

### Tobias
Tobias ist das erste Kind Thiels aus seiner Ehe mit Minna. Äußerlich ähnelt er seiner Mutter, ist blass wie sie und wirkt kränklich und schwach. Gleichzeitig ist er verspielt, sammelt Blumen, schneidet Grimassen. Der Junge sucht ganz besonders die Nähe und Liebe seines Vaters, was dazu führt, dass seine Stiefmutter mit Hass und Eifersucht reagiert und das Kind in der Folge immer wieder misshandelt. Zudem fordert Lene von Tobias, dass er seinen Halbbruder beaufsichtigen solle, und wird wütend, wenn er dieser Aufgabe nicht wie von ihr gefordert nachkommt.
Tobias bewundert seinen Vater und äußert zu dessen Freude, einmal Bahnmeister werden zu wollen, was einen sozialen Aufstieg bedeuten würde. Das Kind ist sich nicht bewusst, dass es für den Vater auch als Bindeglied zwischen ihm und seiner toten Mutter dient. Tobias wird von einem Zug erfasst und stirbt an den Folgen. Ob dies aufgrund von beabsichtigter oder fahrlässiger Unaufmerksamkeit von Lene geschah, bleibt im Dunkeln.

## Symbolik
Zentrales Dingsymbol in „Bahnwärter Thiel“ ist die Eisenbahn. Im 19. Jahrhundert war sie ein weithin sichtbares Zeichen des anbrechenden Maschinenzeitalters, das mitunter als bedrohlich empfunden wurde, auch hinsichtlich der sozialen Probleme, die die Industrialisierung vor allem im Milieu der Arbeiterschaft erzeugte. Physische und soziale Bedrohung durch die „Macht der Maschinen“, denen die Menschen in ihrem Lebensrhythmus unterworfen sind, kommen in der Eisenbahn-Symbolik der Novelle deutlich zum Ausdruck:
Die zerstörerische Kraft der Eisenbahn erlebt Thiel mehrfach: Die stille Andacht an Minna wird durch „vorbeitobende Bahnzüge unterbrochen“ er selbst wird durch eine aus einem Zug geworfene Flasche verletzt, ein Rehbock wird gerammt und schließlich führt der Zugunfall am Ende nicht nur zum Tod von Tobias, sondern kostet in der Folge auch Lene und Thiels zweiten Sohn das Leben.
Wie ein Zug, der seine Gleise nicht verlassen kann, so ist auch Thiels Leben durch seine psycho-soziale Determiniertheit „auf Schienen“ gestellt. Da er seine Abhängigkeit von Lene und seinen sozialen Stand nicht durchbrechen kann, es auch nicht versucht, ist er fremdbestimmt und sein Leben wird auf fester Bahn gesteuert. Wie ein Zug „rast“ auch die Handlung dem Abgrund zu, da Thiel angesichts der bedenklichen Entwicklungen (Misshandlung des Sohnes, zunehmende Abhängigkeit von Lene, gesteigerte Flucht in die Traumwelt) nur passiv reagiert.
Die in der Novelle dargestellten Züge werden nicht als vom Menschen geschaffene und von ihm kontrollierte Kraft, sondern als Fortsetzung der dämonischen Macht der Natur dargestellt: „Zwei rote, runde Lichter durchdrangen die Dunkelheit. Ein blutiger Schein ging vor ihnen her, der die Regentropfen in seinem Bereich in Blutstropfen verwandelte. Es war, als fiele ein Blutregen vom Himmel. Thiel fühlte ein Grauen und, je näher der Zug kam, eine umso größere Angst.“
Unterstützt wird die Eisenbahnsymbolik durch thematisch an sie angelehnte sprachliche Bilder: „Thiel konnte sich erheben und seinen Dienst tun. Zwar waren seine Füße bleischwer, zwar kreiste um ihn die Strecke wie die Speiche eines ungeheuren Rades, dessen Achse sein Kopf war; aber er gewann doch wenigstens Kraft, sich für einige Zeit aufrecht zu halten.“
Schließlich wird die Eisenbahnsymbolik auch auf Lene übertragen: Lene, von der für Thiel eine „unbezwingbare, unentrinnbare“ Macht ausgeht, die um ihn ein „Netz von Eisen“ legt, arbeitet auch mit der „Ausdauer einer Maschine. In bestimmten Zwischenräumen richtete sie sich auf und holte in tiefen Zügen Luft […] mit keuchender, schweißtropfender Brust.“ Wie die regelmäßigen Züge, die „milchweiße Dampfstrahlen“ hervorschießen, dringt nun auch Lene in Thiels stillen Andachtsort am Bahnwärterhäuschen ein und am Ende bringen der Zug und Lenes Unachtsamkeit Tobias den Tod.
Dass Thiel auf dem Weg zu seiner Arbeit täglich die Spree überqueren muss, steht für die Abgeschiedenheit, in der die Familie Thiel lebt. So wird deutlich, dass er seine Familien- und Arbeitswelt strikt voneinander getrennt hält. Sobald Thiel den Acker am Bahnwärter-Häuschen vom Bahnmeister überlassen bekommt und Lene ihn bewirtschaften will, findet ein Bruch statt, der Thiel nervös macht.
Hauptmann zeigt an der Figur Thiel seine Sicht des determinierten Menschen, getrieben von den Mächten der Psyche und der Sinnlichkeit.

## Einordnung in den Naturalismus

### Naturalistische Merkmale im Bahnwärter Thiel
Die Hauptfigur der Erzählung ist ein Antiheld, dessen Arbeiteralltag (soziale Frage im 19. Jahrhundert) geschildert wird. Thiel ist eine in ihrem Milieu gefangene Hauptfigur, deren Leben davon bestimmt wird. Ziel der Novelle ist es, das Arbeiterelend anzuprangern und bürgerliche Kreise darauf aufmerksam zu machen. Die Erzählung zeichnet sich durch eine sehr genaue und detaillierte Beschreibung des Geschehens aus, wobei genaue Orts- und Zeitangaben, wie zum Beispiel „Schön-Schornstein, Neu Zittau“ gemacht werden. Bis auf die Traumsequenzen ist die Erzählung chronologisch. Sekundenstil fließt immer wieder in die Handlung ein.
Der Mensch ist ein Produkt von Milieu und Vererbung, signalisiert das Menschenbild. Triebhaftigkeit ist ein dominantes Merkmal in der Erzählung. Dargestellt wird das Alltägliche, Niedrige, Hässliche, bewusst wird das Elend betont.

### Antinaturalistische Merkmale im Bahnwärter Thiel
Antinaturalistische Merkmale sind beispielsweise die starke Farbmetaphorik (vor allem rot, schwarz), viele Naturbilder, Metaphern, Vergleiche, Symbole (u. a. romantische Elemente), kaum Umgangssprache, kein Dialekt und wenig wörtliche Rede.
Die Sympathie für die Figuren wird gelenkt, Thiels Charakter wird mit psychischen Tiefen ausgestaltet. Zu Beginn der Novelle erfolgt eine Raffung von zehn Jahren. Vorgriffe werden vorgenommen, zum Beispiel hinsichtlich von Träumen, wobei diese mit mystischen Zügen verknüpft werden und einem Verschmelzen von Realität und Wahn.
Die Figuren weisen auch auf die ältere Literatur zurück, etwa auf die Märchen der Brüder Grimm (Motiv der bösen Stiefmutter), die Titelfiguren von Georg Büchners Dramenfragment Woyzeck (zunehmend verstörter Protagonist wird gewalttätig), das 1879 in überarbeiteter Form erstmals publiziert wurde, und der Erzählung Lenz desselben Autors.

## Bahnwärter Thiel als „novellistische Studie“
Mit dem Studienbegriff weist der von Hauptmann gewählte Untertitel auf die Art des Beobachtens hin und schafft den Eindruck, in der Novelle eine reale, wahre Geschichte (bzw. deren Bericht/Studie) vorliegen zu haben. Ähnlich einer wissenschaftlichen Studie wird hier vom Erzähler fast ohne eigenen Kommentar das Geschehen beschrieben, doch bleibt die Novelle dem auktorialen Erzählen verpflichtet. Die Wahl des Gegenstandes (der dem Wahnsinn verfallende Bahnwärter in seiner ärmlichen Umgebung) ist typisch für die Epoche des Naturalismus, wenn auch diesem Werk von Hauptmann eine ausschließliche Einordnung in den Naturalismus nicht gerecht wird.

### Novellistische Merkmale im Bahnwärter Thiel
Novellistische Merkmale in der Erzählung sind eine geringe Personenzahl, ein geringer Textumfang (etwa im Ausmaß einer Erzählung) sowie eine kurze Exposition (Vorstellen der Hauptpersonen) am Beginn der Geschichte. Als weitere Merkmale sind zu nennen:
- Verwendung von Symbolen (Eisenbahn)
- Handlung in sich geschlossen und linear verlaufend
- Wende- bzw. Höhepunkt am Schluss
- „Unerhörte Begebenheit“ im Sinn der Novelle von Goethe: unerhört/noch nicht gehört = neuartig; Begebenheit = realitätsnah, vorstellbar. Als eine solche „unerhörte Begebenheit“ kann der Doppelmord Thiels am Ende gesehen werden.

## Verfilmungen
Das Buch wurde unter demselben Titel bisher zweimal verfilmt:
- 1968 vom ZDF unter der Regie von Werner Völger, mit Heinz Baumann als Thiel, Eva Kotthaus als Lene, Ursula Steiner als Minna, Hans Epskamp als Pfarrer und Bernhard Völger als Tobias.
- 1982 vom Fernsehen der DDR unter der Regie von Hans-Joachim Kasprzik. Dieser Film wurde am 21. November 1982 uraufgeführt. Martin Trettau spielte Thiel, Walfriede Schmitt die Lene und Blanche Kommerell die Minna. Rolf Hoppe war als Pfarrer besetzt.

## Audio
- Mario Adorf liest Gerhart Hauptmann Bahnwärter Thiel. Wortstark 2004, ISBN 3-920111-21-4.
- Achim Hübner als Sprecher, Reihe: Klassiker auf CD-ROM[5] Reclam, Ditzingen 1997, ISBN 3-15-100026-6.
- Johannes Steck liest: Gerhart Hauptmann, Bahnwärter Thiel. Audiobuch Verlag, Freiburg i. Br. 2017, ISBN 3-95862-017-5.
- Hörspielfassung von Schweizer Radio und Fernsehen 2012, Regie: Susanne Heising

## Textausgabe Online
- Bahnwärter Thiel bei Project Gutenberg